# نويدة مشعة منقرضة
النويدة المشعّة المنقرضة هي نويدة مشعة تشكلت بادئاً في تفاعلات التخليق النووي قبل تشكل وتطور المجموعة الشمسية حوالي 4.6 مليون سنة خلت؛ ولكنها اضمحلّت إشعاعياً لتصبح وفرتها الطبيعية قريبة من الصفر، ولا يمكن الكشف عنها أو اعتبارها نويدة ابتدائية.
تشكلت تلك النويدات وفق عمليات مختلفة في الزمن السحيق من عمر تشكل الكون، وأسبحت جزءاً من تركيب الأحجار النيزكية والكواكب الأولية.
إن أكثر النويدات المسعة المنقرضة الموثقة هي ذات عمر نصف أقل من 100 مليون سنة.